# Bedragaren (2012)
Bedragaren (originaltitel: Arbitrage) är en amerikansk thrillerfilm från 2012, i regi av Nicholas Jarecki. I huvudrollerna ses Richard Gere, Susan Sarandon och Tim Roth.

## Handling
Robert Miller (Gere) förvaltar en hedgefond tillsammans med sin dotter Brooke (Marling) och ämnar nu sälja den. Miller har dock i lönndom manipulerat redovisningen. En kväll åker Miller bil med sin älskarinna Julie Cote (Casta). Miller nickar till och bilen voltar. Julie dör i kraschen. Miller lämnar bilvraket och beslutar sig för att dölja sin delaktighet i bilolyckan. Han vill inte att hustrun Ellen (Sarandon), allmänheten och den blivande köparen skall få veta sanningen. Miller kontaktar Jimmy Grant (Parker), en före detta kriminell som Miller tidigare hjälpt. Dagen därpå förhörs Miller av utredaren Bryer (Roth), som inom kort fattar misstankar gentemot Miller. Dottern Brooke upptäcker sin fars finansiella oegentligheter och konfronterar honom.

## Rollista
- Richard Gere – Robert Miller
- Susan Sarandon – Ellen Miller
- Tim Roth – Det. Bryer
- Brit Marling – Brooke Miller
- Laetitia Casta – Julie Cote
- Nate Parker – Jimmy Grant
- Stuart Margolin – Syd Felder
- Chris Eigeman – Gavin Briar
- Graydon Carter – James Mayfield
- Bruce Altman – Chris Vogler

### Webbkällor
- Bedragaren på Internet Movie Database (engelska)